# 奈杰尔·唐纳利
奈杰尔·唐纳利（英語：Nigel Donnelly，1968年7月7日—），新西兰男子自行车运动员。他曾代表新西兰参加1990年英联邦运动会自行车比赛，获得男子团体追逐赛金牌。